# Clacy-et-Thierret
Clacy-et-Thierret är en kommun i departementet Aisne i regionen Hauts-de-France i norra Frankrike. Kommunen ligger  i kantonen Laon-Sud som ligger i arrondissementet Laon. År 2022 hade Clacy-et-Thierret 294 invånare.

## Befolkningsutveckling
Antalet invånare i kommunen Clacy-et-Thierret
Referens: INSEE